# Juan Del Prete
Juan Del Prete (1897-1987) fue un pintor, dibujante, escultor, escenógrafo, diagramador y fotógrafo autodidacta ítalo-argentino. 

## Trayectoria
Ciudadano argentino, nació en Italia, en Vasto, provincia de Chieti, el 5 de octubre de 1897. En 1917 comenzó su vocación plástica, que se define en 1920. En 1925 realizó su primer envío al Salón Nacional, y en 1926, su primera muestra personal en Amigos del Arte. Becado por esta institución viaja a París y en 1930 expone los trabajos llevados desde Buenos Aires en la Galerie Zak; en 1931 en Galerie Va-vin con obras realizadas en París. En esos años concurre al Salón Surindependant. En 1932, forma parte del grupo Abstraction - Création - Art non figuratif, junto a artistas como Arp, Mondrian, Calder, Nicholson, Hepworth y Vantongerloo entre otros.
Regresa a Buenos Aires, y en 1933 realiza la primera muestra no figurativa en él país con collages traídos de París.
En 1934, la primera muestra de escultura no figurativa con yesos en talla directa y alambres, en Amigos del Arte.
Desde su regreso al país y hasta 1986 expone en las principales galerías de Buenos Aires y el interior. (Amigos del Arte, Galerías Comte, Peúser, Kraft, Van Riel, Bonino, Krayd, Pizarra, Rubbers, Praxis, Nexo, Christel K., etc.)
Falleció en Buenos Aires, el 4 de febrero de 1987.

## Principales exposiciones individuales en Argentina
- 1949: Expone cien obras no figurativas, pinturas y objetos en Galería Cavalotti.
- 1951: Primera Retrospectiva Abstracta en la Secretaría de Cultura de la Municipalidad de la Ciudad de Buenos Aires.
- 1961: Primera Retrospectiva en el Museo de Arte Moderno de Buenos Aires.
- 1969: Exposición retrospectiva en Galería Van Riel.
- 1974: Exposición retrospectiva Doscientos treinta y cuatro trabajos, en LAASA.
- 1980: Exposición retrospectiva  Obras del 25 al 80, en Galería Praxis.
- 1982: Exposición retrospectiva en el Museo de Artes Visuales de la Municipalidad de Quilmes.
- 1985: Exposición retrospectiva en Galería Praxis. Presentación del libro Del Prete, de Rafael Squirru, Ediciones de Arte Gaglianone.

## Exposiciones individuales en el exterior
- 1953: Exposición en Génova (Galería Rotta); Milán (Galería San Fedele); Como (Galería del Corriere). Exposición individual en el Museo de Arte de San Pablo.

- 1954: Exposición en las galerías La Roue y Arnaud de París. En Milán, en la Galería del Naviglio.
- 1963: Exposiciones en Albisola (Galería Pescetto), y Roma, Venecia y Florencia (Galería Número).
- 1964: Exposición en Brescia (Galería dell'A.A.B.); Verona (Galería Ferrari); Roma (Galería Schneider); Venecia (Galería Del Cavallino).
- 1965: Exposiciones en Brescia (Galería dell'A.A.B); Torino (Galería Del Narciso); Genova (Galería Interarte)
- 1965: Exposiciones en el Museo Contemporáneo ce Santiago de Chile y Museo de Arte de Lima. Retrospectiva organizada por el Museo de Arte Moderno de Buenos Aires.
- 1967: Exposición en Venecia (Gal. Del Cavallino).
- 1973: Exposición en Roma (Gal. Artivisive).
- 1977: Viaja a Italia para donar a la Pinacoteca Comunal de Vasto, su ciudad natal, una selección de pinturas y esculturas, con el auspicio del Instituto Italiano de Cultura de Buenos Aires y la autorización (sic) de la Comisión Nacional de Cultura de la Nación.

## Muestras colectivas por invitación
- 1937 Muestra Internacional de París
- 1952 Bienal de Venecia
- 1953 Bienal de San Pablo
- 1957 Bienal de San Pablo
- 1957 Bienal de San Pablo
- 1957 Los Pintores Argentinos en LRA Radio Nacional
- 1959 Bienal de San Pablo, invitado especial con 20 obras no figurativas Bienal de México Bienal de Venecia
- 1960 Bienal de Punta del Este. Invitado al Concurso Guggenheim
- 1961 Arte Contemporáneo Argentino en el Museo de Río de Janeiro Arte Sacro en Roma
- 1963 Pintura Argentina en Museo de París y en Santiago de Chile
- 1966 Mostra Regionale de L'Aquila. Triennale dell'Adriatico

## Premios obtenidos
- 1937 Premio Medalla de Oro. Muestra Internacional de París
- 1957 Gran Premio Municipal y ler Premio Salón Acuarelistas
- 1958 Premio Palanza. Gran Premio Internacional de Bruselas
- 1959 Premio Mar del Plata. Premio Santa Fe
- 1961 Premio de Honor Salón Nacional
- 1962 Premio Único "25 Años Museo Castagnino", Rosario
- 1963 Gran Premio de Honor Salón Nacional
- 1966 Medalla de Oro, Mostra Regionnale dell'Acquila.
- 1975 Gran Premio Mostra Internazionale II Collezionista - Milán Premio Internazionale "Alba", Ferrara ( Italia) Laurel de Plata a la Personalidad del año'74. Ateneo Rotario
- 1981 Nombrado "Cavalliere nell'Ordine al Mérito" por el Gobierno Italiano
- 1982 Premio Konex de Platino en Pintura Abstracta[2]
- 1983 Premio Consagración Nacional, Secretaría de Cultura de la Presidencia de la Nación.
- 1984 Homenaje a Del Prete. Secretaría de Cultura de la Municipalidad de la Ciudad de Buenos Aires
- 1986 Premio Rosario, organizado por la Fundación Museo Municipal de Bellas Artes "Juan B. Castagnino"